# Cementerio Campos de Paz
El Cementerio Campos de Paz es un parque cementerio ubicado al sur de la ciudad de Medellín (Antioquia), en el sector de Guayabal. Constituye una de las principales alternativas en la ciudad para el descanso final de los difuntos, ofreciendo un entorno natural y servicios integrales de calidad, fue inaugurado en 1969 y la Arquidiócesis de Medellín lo bendijo el 31 de agosto de 1970.